# Inge Heijbroek
Carl Erik (Inge) Heijbroek (Hilversum, 12 oktober 1915 – Dublin, 9 februari 1956) was een Nederlands veldhockeyspeler.
Hij maakte deel uit van het Nederlandse hockeyteam dat op de Olympische Zomerspelen 1936 de bronzen medaille won. Hij speelde alle vijf wedstrijden op deze Spelen als aanvaller.